# おもちゃのまち駅

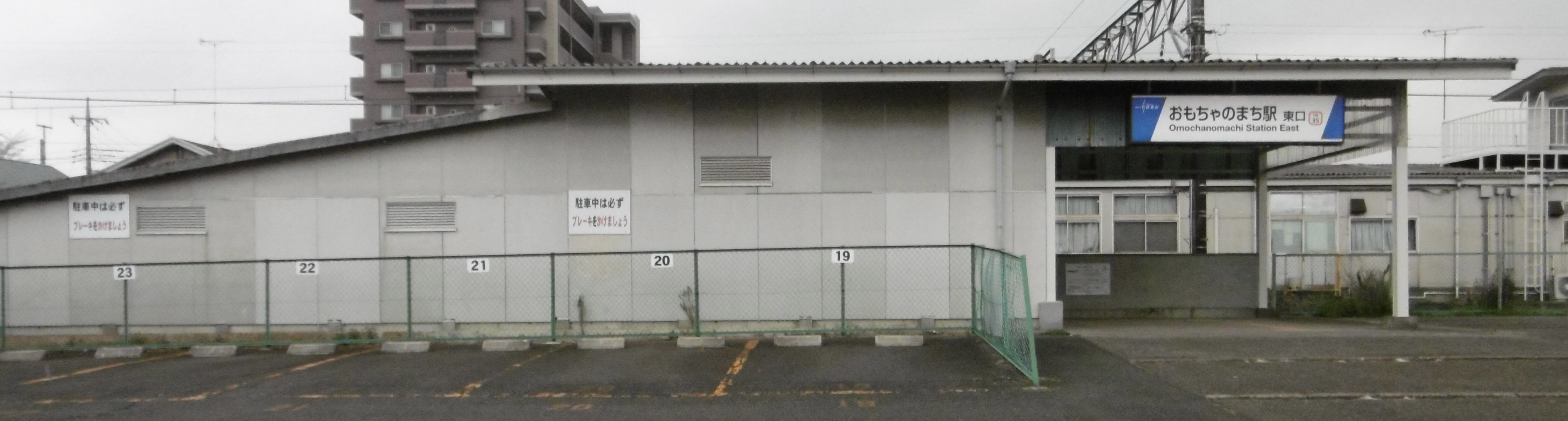
東口（2021年3月）

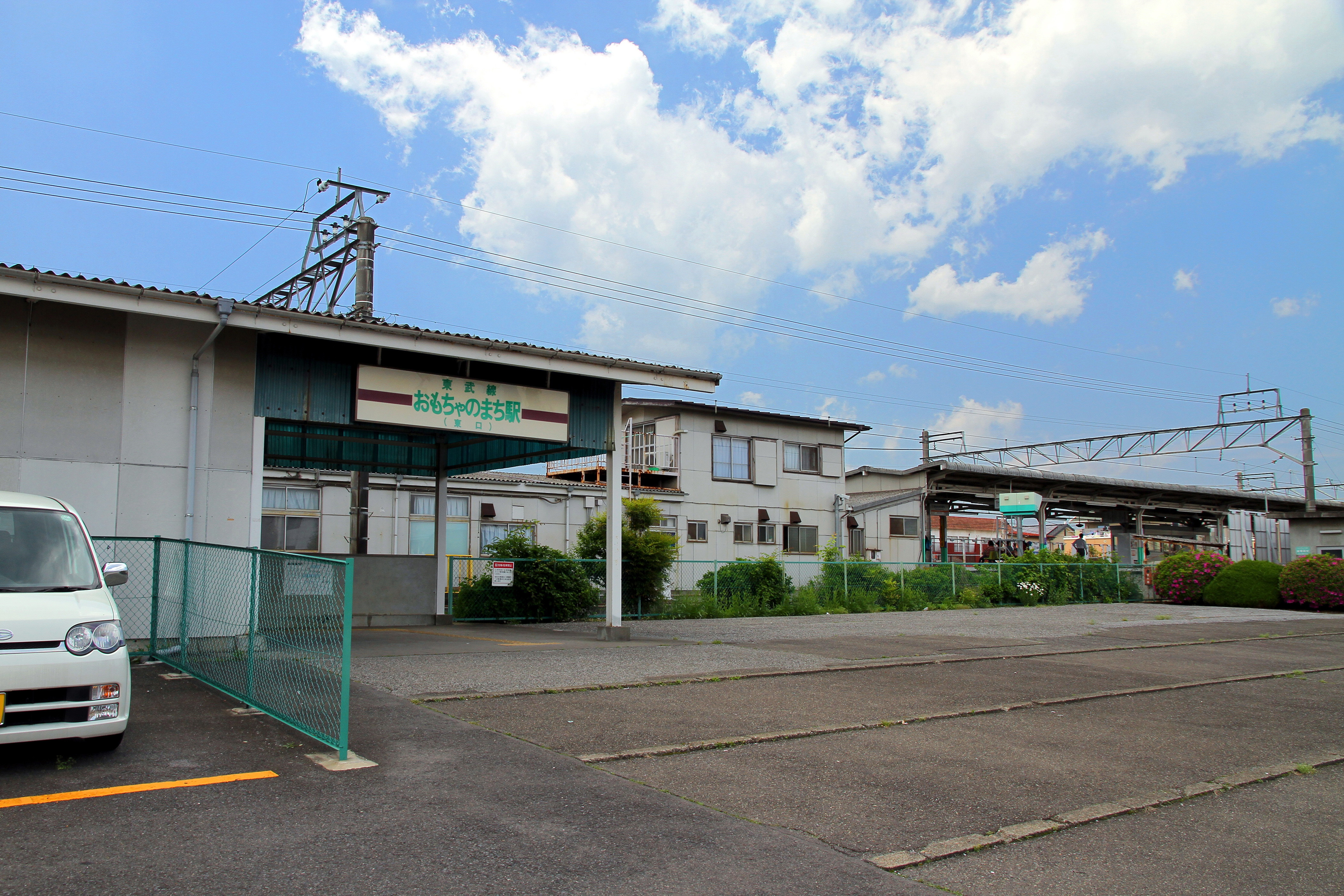
東口（2012年5月）

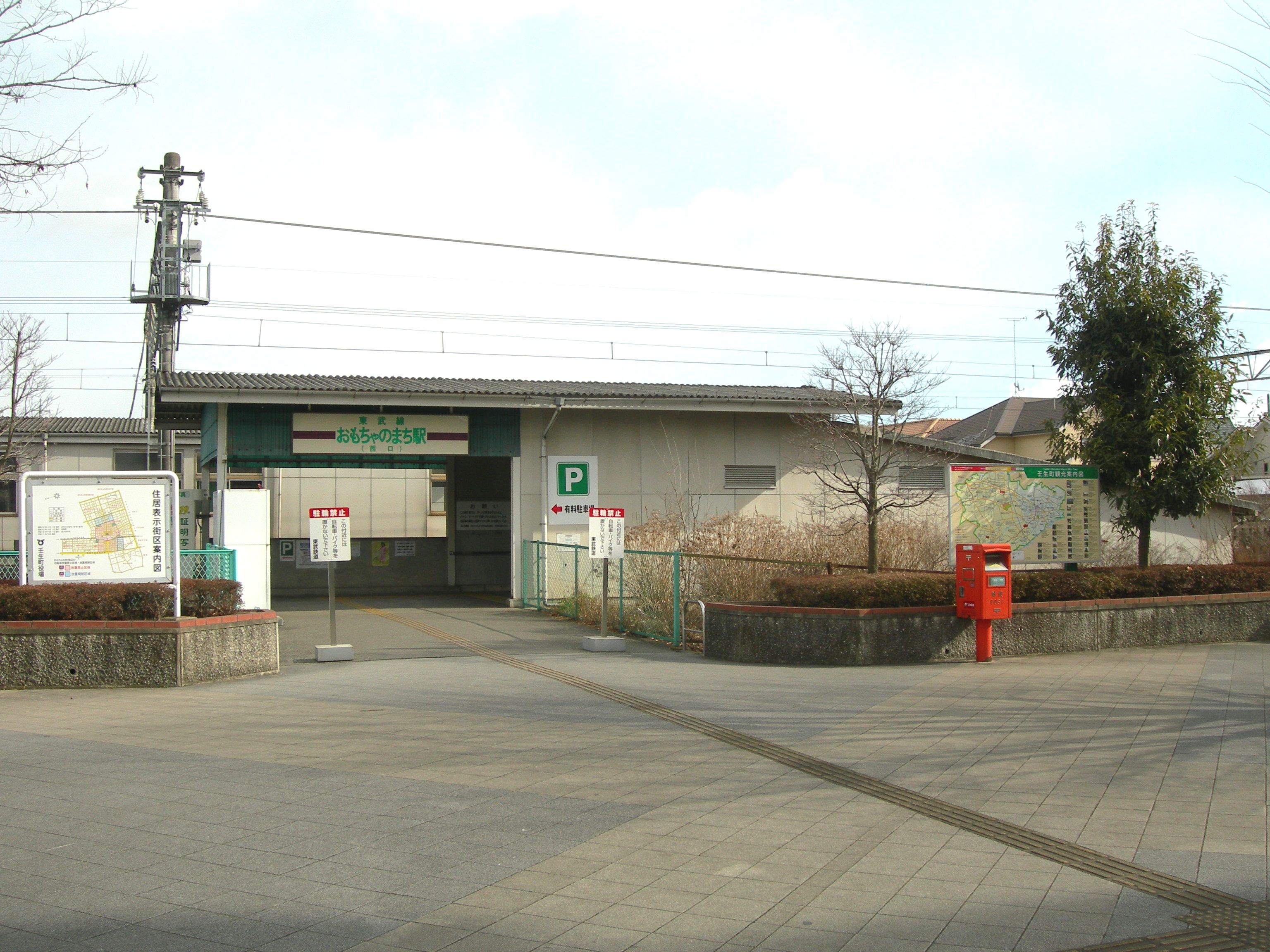
西口（2010年2月）

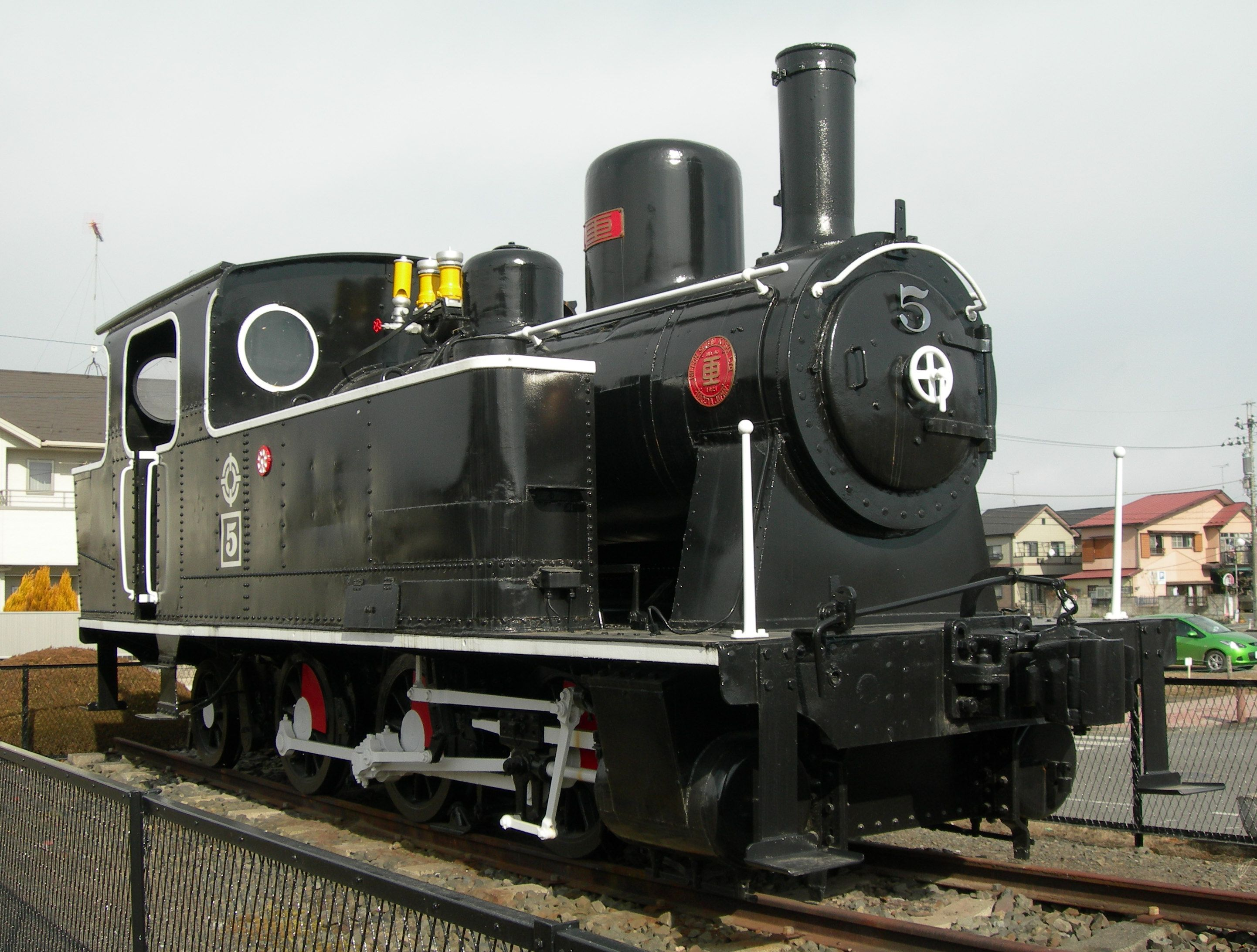
東口付近に保存されている5号蒸気機関車

おもちゃのまち駅（おもちゃのまちえき）は、栃木県下都賀郡壬生町にある、東武鉄道宇都宮線の駅である。駅番号はTN 35。

## 歴史
- 1965年（昭和40年）
  - 4月1日 - 仮営業を開始。朝夕に上下2本ずつの列車が停車した。
  - 6月7日 - 開業[1]。
- 2023年10月1日 - エレベーター供用開始[2]
- 2023年12月19日 - エレベーターラッピングお披露目式

### 駅名の由来
玩具メーカー、トミー工業（現：タカラトミー）の働きかけで、駅の近くに玩具製造関連会社が集積する工業団地「おもちゃ団地」が形成されたことによる。トミーによれば、駅名を命名したのはトミー創業者・富山栄市郎である。
駅開業後の1977年（昭和52年）に周辺で住居表示が実施され、「おもちゃのまち」の町名が誕生した。

## 駅構造
島式ホーム1面2線を有する地上駅。駅の東西を連絡する地下自由通路の中間から階段を上ったところに駅舎があり、ホームへはさらに階段を上る形態となっている。エレベーター・エスカレーターは設置されていないが、2022年度末より、バリアフリー化を目的にエレベーターを設置することが決定している。そのため、2015年12月10日から改札前に設置されている「シルバニアファミリー」のキャラクター立像が、エレベーター設置工事期間中、一時的に壬生町おもちゃ博物館に移設され、同館のフォトスポットとして活用された。
PASMO対応簡易ICカード改札機設置駅。

### エレベーター
2015年度の睦小児童より、おもちゃのまち駅や周辺を「おもちゃのまちらしくしたい」との提案があり、壬生町とおもちゃ団地協同組合が協議し、同組合に加盟のタカラトミーよりプラレール（中央エレベーター）、バンダイより機動戦士ガンダム（東口エレベーター）、エポック社よりシルバニアファミリー（西口エレベーター）、それぞれのラッピングデザインの寄贈を受け、壬生町が約230万円の費用負担し2024年12月にラッピング施工され、12月19日に関係者出席のお披露目式が駅東広場で行われた。

### のりば
| 番線 | 路線     | 方向 | 行先             |
| ---- | -------- | ---- | ---------------- |
| 1    | 宇都宮線 | 上り | 栃木・南栗橋方面 |
| 2    | 宇都宮線 | 下り | 東武宇都宮方面   |

## 利用状況
2024年度の1日平均乗降人員は2,372人である。宇都宮線の途中駅では最も多い。
近年の1日平均乗降人員および乗車人員の推移は下記の通り。
| 年度               | 1日平均 乗降人員 | 1日平均 乗車人員 | 出典                      |
| ------------------ | ---------------- | ---------------- | ------------------------- |
| 1998年（平成10年） | 3,376            |                  |                           |
| 1999年（平成11年） | 2,969            |                  |                           |
| 2000年（平成12年） | 2,931            |                  |                           |
| 2001年（平成13年） | 2,744            |                  | [ 東武 3 ]                |
| 2002年（平成14年） | 2,646            |                  | [ 東武 4 ]                |
| 2003年（平成15年） | 2,543            |                  | [ 東武 5 ]                |
| 2004年（平成16年） | 2,523            |                  | [ 東武 6 ]                |
| 2005年（平成17年） | 2,427            |                  | [ 東武 7 ]                |
| 2006年（平成18年） | 2,386            |                  | [ 東武 8 ]                |
| 2007年（平成19年） | 2,368            |                  | [ 東武 9 ]                |
| 2008年（平成20年） | 2,443            | 1,229            | [ 東武 10 ] [ 県統計 1 ]  |
| 2009年（平成21年） | 2,439            | 1,232            | [ 東武 11 ] [ 県統計 2 ]  |
| 2010年（平成22年） | 2,409            | 1,213            | [ 東武 12 ] [ 県統計 3 ]  |
| 2011年（平成23年） | 2,325            | 1,181            | [ 東武 13 ] [ 県統計 4 ]  |
| 2012年（平成24年） | 2,519            | 1,276            | [ 東武 14 ] [ 県統計 5 ]  |
| 2013年（平成25年） | 2,606            | 1,318            | [ 東武 15 ] [ 県統計 6 ]  |
| 2014年（平成26年） | 2,532            | 1,283            | [ 東武 16 ] [ 県統計 7 ]  |
| 2015年（平成27年） | 2,504            | 1,269            | [ 東武 17 ] [ 県統計 8 ]  |
| 2016年（平成28年） | 2,486            | 1,258            | [ 東武 18 ] [ 県統計 9 ]  |
| 2017年（平成29年） | 2,506            | 1,268            | [ 東武 19 ] [ 県統計 10 ] |
| 2018年（平成30年） | 2,614            | 1,320            | [ 東武 20 ] [ 県統計 11 ] |
| 2019年（令和元年） | 2,621            |                  | [ 東武 21 ]               |
| 2020年（令和02年） | 1,846            |                  | [ 東武 22 ]               |
| 2021年（令和03年） | 2,039            | 1,029            | [ 東武 23 ]               |
| 2022年（令和04年） | 2,193            | 1,106            | [ 東武 24 ]               |
| 2023年（令和05年） | 2,260            | 1,140            | [ 東武 25 ]               |
| 2024年（令和06年） | 2,372            | 1,196            | [ 東武 1 ]                |

## 駅周辺
- おもちゃのまち（おもちゃ団地）
- おもちゃのまちバンダイミュージアム
- 壬生町総合公園
  - 壬生町おもちゃ博物館
  - とちぎわんぱく公園
- 獨協医科大学
  - 獨協医科大学病院
- 東横INNホスピタルイン獨協医科大学
- おもちゃのまち郵便局
- 獨協医科大学前簡易郵便局
- フレスポおもちゃのまち
- 北関東自動車道 壬生インターチェンジ

駅西口ロータリーにある花時計

- 栃木県道302号おもちゃのまち停車場線 - 栃木県道2号宇都宮栃木線
- イオンみぶ店

### 玩具製造メーカー
- トミーテック（鉄道模型/生活用品OEM製造、タカラトミー子会社）
- ロジパルエクスプレス
- エポック社

## バス路線
西口から関東自動車の路線が発着する。
下野市・上三川町・壬生町広域連携バス「ゆうがおバス」は2019年10月1日から実証運行され、2022年4月より本格運行が開始された。運行は関東自動車。
2024年10月1日から本格運行の壬生町コミュニティバスみぶーぶ町内循環線が西口に乗り入れている。運行受託はテイ・エイチ・エス
。
その他、壬生町のデマンドタクシー「みぶまる」 も運行されている。町内の任意の地点同士を運行する。1時間間隔の運行。土休運休。利用は事前登録要。
| 乗り場           | 運行事業者                            | 行先                  | 備考                                                  | 運休日   |
| ---------------- | ------------------------------------- | --------------------- | ----------------------------------------------------- | -------- |
| おもちゃのまち駅 | 関東自動車                            | 獨協医大病院          |                                                       | 土日祝日 |
| おもちゃのまち駅 | 下野市・上三川町・壬生町 ゆうがおバス | 獨協医大病院 / 石橋駅 | 関東自動車に委託 獨協医大病院へは関東自動車と同一経路 | 年末年始 |
| おもちゃのまち駅 | 壬生町コミュニティバス みぶーぶ       | 壬生町役場            | テイ・エイチ・エスに委託                              | 年末年始 |
| 任意の場所       | 壬生町デマンドタクシー みぶまる       | 任意の場所            | 世帯単位で要事前登録                                  | 土日祝日 |

## 隣の駅
東武鉄道
 宇都宮線
国谷駅（TN 34） - おもちゃのまち駅（TN 35） - 安塚駅（TN 36）